# 언언

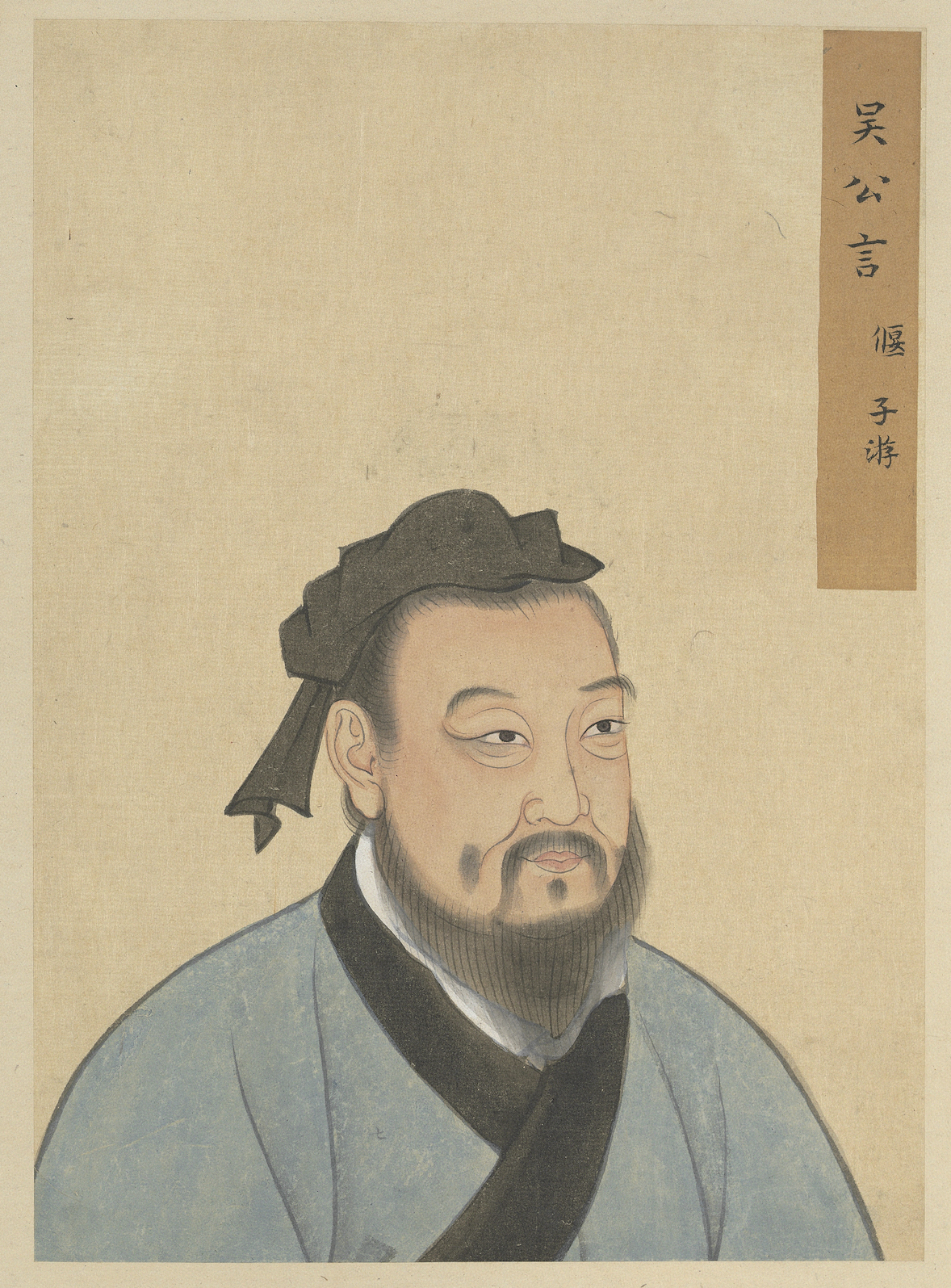

언언(言偃), 자 자유(子游)는 중국 춘추 시대 오나라의 유학자로, 공자의 제자다. 문학에 밝았다.
자하와 더불어 공자가 문학(文學)에서 뛰어난 것으로 손꼽았다.

## 논어 선진편
子曰、從我於陳蔡者、皆不及門也。德行, 顏淵・閔子騫・冉伯牛・仲弓。言語, 宰我・子貢。政事, 冉有・季路。文學, 子游・子夏。— 《논어》 선진편(先進篇)
(공자) 왈, 진나라와 채나라에서 날 따르던 이들이 모두 뜻을 이루지는 못하였다. 덕행(德行)은 안연, 민자건, 염백우, 중궁, 언문은 재아와 자공, 정사에는 염유와 계로, 문학에는 자유와 자하(가 있다.)

## 같이 보기
- 공문십철
- 공자의 제자